# Germantown Hills
Germantown Hills es una villa ubicada en el condado de Woodford en el estado estadounidense de Illinois. En el Censo de 2010 tenía una población de 3438 habitantes y una densidad poblacional de 793,44 personas por km².

## Geografía
Germantown Hills se encuentra ubicada en las coordenadas 40°46′18″N 89°27′43″O / 40.77167, -89.46194. Según la Oficina del Censo de los Estados Unidos, Germantown Hills tiene una superficie total de 4.33 km², de la cual 4.21 km² corresponden a tierra firme y (2.81%) 0.12 km² es agua.

## Demografía
Según el censo de 2010, había 3438 personas residiendo en Germantown Hills. La densidad de población era de 793,44 hab./km². De los 3438 habitantes, Germantown Hills estaba compuesto por el 96.02% blancos, el 0.52% eran afroamericanos, el 0.12% eran amerindios, el 1.83% eran asiáticos, el 0% eran isleños del Pacífico, el 0.17% eran de otras razas y el 1.34% pertenecían a dos o más razas. Del total de la población el 1.83% eran hispanos o latinos de cualquier raza.